# Diocèse suburbicaire de Velletri-Segni
Le diocèse suburbicaire de Velletri-Segni est l'un des sept diocèses situés proche de Rome (d'où le nom de diocèse suburbicaire) et dépendant du diocèse romain.
Le siège épiscopal se trouve à la cathédrale de Velletri, tandis que la cathédrale de l'ancien diocèse de Segni a été déclarée « co-cathédrale ».

## Territoire
Le territoire diocésain s'étend sur les communes de Velletri, Segni, Artena, Colleferro, Gavignano, Lariano, Montelanico, Valmontone, ainsi qu'une partie des territoires communaux de Genzano di Roma et Lanuvio.
L'ensemble compte 27 paroisses.

## Histoire
Jusqu'au 5 mai 1914 et la décision du pape Pie X, le diocèse suburbicaire de Velletri-Segni était lié à celui d'Ostie.